# 新赫雷布利亞 (切爾尼戈夫區)
50°59′11″N 31°21′38″E / 50.98639°N 31.36056°E
參數所指定的目標頁面不存在，建議更正成存在頁面或直接建立下列一個頁面（建立前請先搜尋是否有合適的存在頁面可以取代）：
- 新赫雷布利亞

新赫雷布利亞（羅馬化：Nova Hreblia）是烏克蘭北部的村莊，隸屬切爾尼希夫州的切爾尼希夫區。該村面積0.68平方公里，海拔高度113米，2001年人口4，人口密度每平方公里5.88人。